# Ronald McDonald

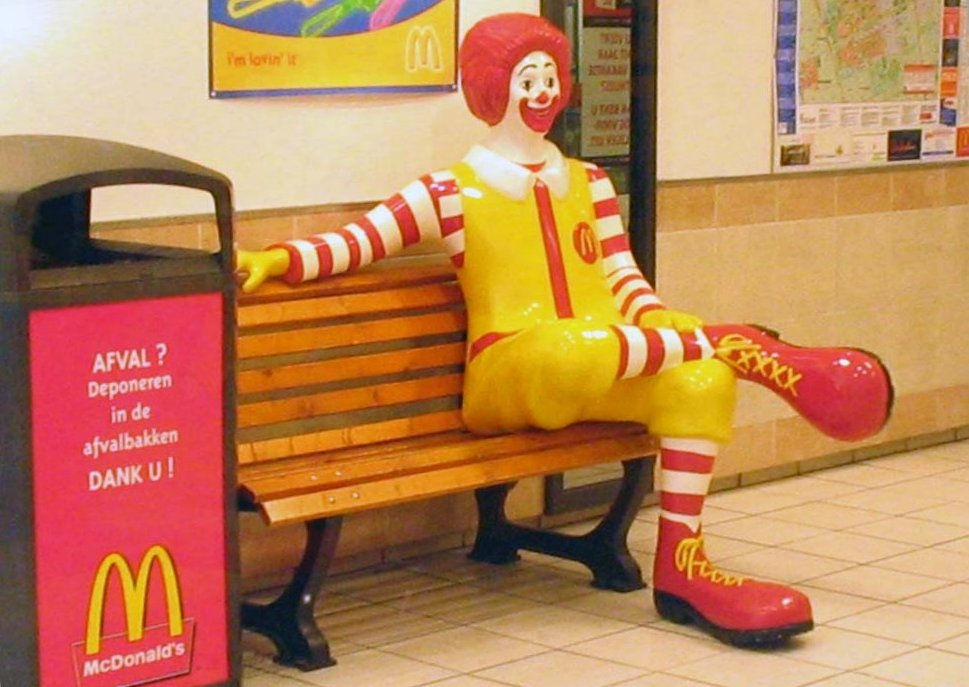
Ronald McDonald bij de afvalbak

Ronald McDonald is een mascotte die in 1963 werd gecreëerd om de fastfoodketen McDonald's te promoten. In het begin werden vooral levende clowns voor dat doel ingezet. Ronald McDonald wordt afgebeeld als een vriendelijke clown.

## Ronald McDonald als naamgever
Bij sommige ziekenhuizen staat een Ronald McDonald Huis. Dit is een logeerhuis voor ouders en broertjes of zusjes van een ziek kind. De organisatie hiervan is in handen van het Ronald McDonald Kinderfonds. Naast de Ronald McDonald Huizen zijn er ook Ronald McDonald vakantielocaties, de Ronald McDonald Hoeve in Beetsterzwaag en de Ronald McDonald Kindervallei in Houthem.